# Cercanías Málaga
A rede de Cercanías Málaga é um serviço de comboios suburbanos entre Málaga e parte dos municípios da província homónima que forma parte da rede Cercanías Renfe. Este rede tem uma extensão de 70 km e conta com 24 estações em serviço.
Os material circulante utilizado nesta rede de cercanías inclui as séries 446 e Civia, na linha C-1, e as séries 440R e 446, na linha C-2.
Este é o único núcleo de cercanías onde os horários são iguais em todas as linhas, quer nos dias úteis, quer nos fins-de-semana e feriados.

## História
A linha Málaga-Fuengirola era propriedade da empresa Ferrocarriles de Málaga a Algeciras y Cádiz, da qual apenas se construiu este tramo que a empresa Ferrocarriles Suburbanos de Málaga explorou até 1934, passando a ser explorada pela FEVE depois disso.

## Linhas
| Linha                                      | Percurso                        | km |
| ------------------------------------------ | ------------------------------- | -- |
| Línea C-1 Málaga - Aeropuerto - Fuengirola | Málaga - Aeroporto - Fuengirola | 31 |
| Línea C-2 Málaga - Álora                   | Málaga - Álora                  | 38 |

### Linha C-1 (Málaga - Aeroporto - Fuengirola)
Com origem na estação de Málaga Centro-Alameda, esta linha dirige-se até ao Aeroporto de Málaga e à parte sudoeste da Costa do Sol até chegar a Fuengirola. A linha é de via única e com alguns tramos em via dupla, está electrificada e a frequência de passagem dos comboios é de 30 minutos.

### Linha C-2 (Málaga - Álora)
Com origem na estação de Málaga Centro-Alameda, esta linha dirige-se até ao norte pelo vale do rio Guadalhorce até Álora. Partilha a linha única electrificada com os comboios de média e larga distância da Renfe pertencentes à linha Córdoba-Málaga. A frequência de passagem dos comboios é de 90 minutos.